# Миронова Ганна Іванівна
Ганна Іванівна Миронова (1915, селище Щербинівка, тепер місто Торецьк Донецької області — ?) — українська радянська діячка, заступник головного металурга Горлівського машинобудівного заводу імені Кірова Сталінської (Донецької) області. Депутат Верховної Ради УРСР 4—5-го скликань.

## Біографія
Народилася у родині робітника. Трудову діяльність розпочала у 1931 році ученицею промивальника відбійних молотків на шахті імені Дзержинського селища Щербинівки.
З 1935 року — студентка Московського інституту сталі.
Після закінчення інституту працювала технологом, завідувачем технічного бюро ливарного цеху Горлівського машинобудівного заводу імені Кірова Сталінської області.
З 1957 року — заступник головного металурга Горлівського машинобудівного заводу імені Кірова Сталінської (Донецької) області. Удосконалювала процеси виробництва, запропонувала впровадити відцентрове литво, відливати деталі машин під газовим тиском та механізувати виготовлення ливарних форм на заводі.

## Нагороди
- медалі
- почесна Грамота Президії Верховної Ради УРСР (7.03.1960)